# 631

سنة 631 كانت سنة بسيطة تبدأ يوم الثلاثاء حسب التقويم اليولياني. تم استخدام الفئة 631 لهذا العام منذ أوائل العصور الوسطى، عندما أصبح عصر التقويم بعد الميلاد هو الأسلوب السائد في أوروبا لتسمية السنوات.

## أحداث
- يزدجرد الثالث آخر ملوك الدولة الساسانية يتولى العرش.
- الإمبراطور هرقل يعين قورش (المقوقس) بطريرك الإسكندرية، ومنح سلطة نائب ملك.

## مواليد
- محمد بن أبي بكر